# Club Atlético Fénix
El Club Atlético Fénix es una institución dedicada al fútbol, cuya sede social se encuentra en la ciudad de Buenos Aires. Fue fundado el 25 de abril de 1948. Actualmente juega en la Primera B, la tercera categoría del fútbol nacional para los clubes directamente afiliados a la AFA.

## Historia
Nació como un equipo de fútbol de barrio, sus integrantes y los amigos que lo acompañaban, buscaron un terreno donde jugar, que en esos tiempos los había desde abril de 1948 en un bar de esquina de Dorrego y Cabrera (Palermo), cuyo dueño era el Sr. Guillermo García, nace el Club Atlético Social y Deportivo Fénix, que toma ese nombre por idea de sus fundadores, por la mitológica ave que resurge de las cenizas. También cuentan que sus colores, blanco y negro a bastones verticales, fue por un conjunto de camisetas de "piqué" que les donaron para jugar sus primeros partidos. Había entonces que comenzar a numerar a los socios de aquella incipiente institución y se decide numerar a partir de su arquero y es así que entonces el Sr. José Yaber, llevó el carnet de socio N.º 1, y se designa al Sr. José Cimato, padre de uno de los integrantes del equipo, como primer presidente.
En 1955 el club consiguió un terreno en concesión, entre las calles Conde, Concepción Arenal, Zapiola y Benjamín Matienzo, ubicado en el barrio porteño de Colegiales, lugar en el cual se construyó la primera cancha, además de la sede social del club. En un año se rellenó el terreno para plantar panes de césped, extraídos del Hipódromo de San Isidro, para mejorar el campo de juego. También se construyeron vestuarios, un buffet y la mencionada sede social.
La infraestructura del estadio contó con dos cuerpos de tribuna de madera unidas por una cabina de transmisión, cuyos tablones pertenecieron a las antiguas canchas de Atlanta y All Boys respectivamente. Dicha tribuna cubría todo un lateral, mientras que detrás de la cabecera había una tribuna de seis escalones de cemento. Más tarde, se habilitaron dos canchas de bochas, un parque con juegos para niños y una pista de baile totalmente construida de cemento.
En 1959 para participar en oficialmente en los torneos de la Asociación del Fútbol Argentino se construyó el alambrado olímpico, ya que el perímetro del campo de juego estaba delimitado por pequeños postes sostenidos por otros más largos dispuestos de manera horizontal.
En 1973 con el retorno de la democracia se comienza a gestionar la cesión definitiva de los terrenos, se obtiene inicialmente una donación por parte del gobierno nacional, para obras, y se construye un cerco perimetral de bloques de cemento, siguiendo los trámites ante la Municipalidad de la Ciudad de Buenos Aires, propietaria para ese entonces del predio.
Con la irrupción de una nueva dictadura cívico- militar, comenzaron años oscuros para Fénix. En 1978, el intendente de Buenos Aires, Osvaldo Cacciatore, intimó a la institución al desalojo de la cancha, como también a la villa de emergencia que estaba en la zona. Así el club comenzó hacer las veces de local en el estadio de Excursionistas. Así, comenzó una época dramática para la historia de la institución, además de consumar el descenso de categoría a la Primera D.
A partir de allí se empezó a deambular por distintas canchas del ascenso del fútbol argentino. Sin embargo, el club siguió a flote gracias al trabajo de todas las comisiones directivas encabezadas en sucesivos períodos. Luego de un par de desafiliaciones, pocos recursos y avatares económicos, la entidad gerenció el fútbol por diez años. Así se abandonó el barrio de Colegiales y Chacarita, lugar donde el club se fundó, dejando solo su sede social y se trató de buscar nuevos rumbos al mudarse a la ciudad de Pilar.
Se construyó entonces el estadio Carlos Barraza, que se inauguró en el año 2004, con una capacidad para 10 000 espectadores aproximadamente. En 2009 se inauguró el sistema de iluminación, siendo su primer partido en condición nocturna de local en su estadio ante el conjunto campanense de Villa Dalmine. El estadio se llama Carlos Barraza, en homenaje a uno de los mayores impulsores de la llegada del club al partido del Pilar, a mediados del año 1998.
A fines del año 2014, tras el fallecimiento de Sergio Dáscola, coordinador de las divisiones inferiores, y el alejamiento de César Mansilla del club, Fénix dejó la localía en el «Carlos Barraza», ejerciendo dicha condición en otros estadios cercanos.
Su goleador histórico es Sebastián Neuspiller, quien marcó un total de 236 goles en 334 partidos disputados.

## Estadio
Tuvo su estadio en el barrio de Colegiales, sobre la calle Concepción Arenal, el cual fue inaugurado el 9 de julio de 1960 hasta que fue expropiado por la dictadura militar en el año 1978. Disputó su último partido en ese estadio el 20 de mayo de ese año.
Su cancha estaba ubicada en el terreno delimitado por las calles Concepción Arenal, Zapiola, Matienzo y Conde. Estos fueron cedidos en 1955 y pertenecían a un amplio predio de una antigua playa de maniobras del ferrocarril. Asimismo, eran compartidos por varios clubes de la zona, como Atlas. De hecho, anteriormente el club utilizaba un campo de juego ubicado dentro de esos mismos terrenos, hasta que le fue entregado el propio para la construcción de su estadio, el cual constaba de dos tribunas de madera en el sector que daba a la calle Concepción Arenal y una tribuna de cemento de seis escalones en la cabecera que daba a la calle Conde.
A partir de perder esa cancha quedó sin estadio propio durante mucho tiempo, hasta que en el año 2006 pasó a hacer de local en el Carlos Barraza de Pilar, que fue utilizado por el club hasta el año 2014. Actualmente hace de local en el estadio de Deportivo Merlo. 
Se proyectó la construcción de un estadio propio en el partido de Moreno, con capacidad para 2.000 personas situado en la Reja Grande, en la intersección de las calles General Hornos y Juana Azurduy, a dos cuadras de la ruta 25. 
No obstante, a raíz de la falta de respuesta del municipio para culminar con los detalles para la inauguración, desde el club se determinó abandonar el proyecto.Finalmente a fines de 2024 se anunció que el equipo construiría un estadio de césped sintético en Marcos Paz, el cual utilizarían a partir del torneo 2025.

## Rivalidades
Su máximo rival es Deportivo Armenio. También mantiene una rivalidad con Acassuso.

## Uniforme
| Período   | Patrocinador                                                 |
| --------- | ------------------------------------------------------------ |
| 1980-1994 | Ninguno                                                      |
| 1994-1998 | Eki                                                          |
| 1998-2004 | El Diario de Pilar                                           |
| 2004-2014 | Bingo Oasis Pilar                                            |
| 2014-2015 | Ninguno                                                      |
| 2015-2016 | Muratore/Pagodiario                                          |
| 2016-2017 | Urbanotec/Pagodiario/GMK                                     |
| 2017-2018 | Cobermed/Pagodiario                                          |
| 2018-2019 | Cobermed/Devoto Shopping                                     |
| 2019-2020 | Wix Filters                                                  |
| 2020-2021 | Cober                                                        |
| 2021      | Devoto Shopping                                              |
| 2022      | Obras en Seco                                                |
| 2022      | Bien Copiado/Confortable/KB Gom SRL                          |
| 2023      | Bien Copiado/Ztarz Sports Management                         |
| 2024      | OMD Obras y Servicios/ Disval/ RB implantes/ Amasando/Worker |

| Período       | Proveedor         |
| ------------- | ----------------- |
| 1980-1989     | Texport           |
| 1989-1992     | D-Tap             |
| 1993-1995     | Uhlsport          |
| 1995-1997     | Penalty           |
| 1998-2000     | Adidas            |
| 2000-2002     | Adhoc             |
| 2002-2004     | Dana              |
| 2004-2005     | Don Balón         |
| 2005          | Signia            |
| 2006          | Dana              |
| 2006-2010     | Don Balón         |
| 2010-2013     | Dana              |
| 2014          | Il Ossso Sports   |
| 2014-2015     | Halley Sportswear |
| 2015-2019     | Joma              |
| 2019-2020     | Holvar            |
| 2020-2021     | Fanáticos         |
| 2022          | Reusch            |
| 2022          | Joma              |
| 2023          | Soccer Apparel    |
| 2023-presente | Fortius           |

## Datos del club
- Temporadas en Primera División: 0
- Temporadas en Primera B Nacional: 0
- Temporadas en Primera B Metropolitana: 13  (2013/14-)
- Temporadas en Primera C: 22 (1964-1978, 2005/06-2010/11 y 2012/13)
- Temporadas en Primera D: 30 (1960-1963, 1979-1991/92, 1993/94-1996/97, 1998/99-2004/05 y 2011/12)
- Temporadas desafiliado: 2 (1992/93 y 1997/98)

### Total
- Temporadas en tercera división: 28
- Temporadas en cuarta división:  19
- Temporadas en quinta división: 18

## Palmarés

### Torneos nacionales
- Primera D (3): Clausura 2000, 2004/05, 2011/12

### Otros logros
- Ascenso a Primera C por reestructuración 1963
- Ascenso a la B Metropolitana por Torneo Reducido: 
2012/13

### Máximas goleadas
- En Primera B: 5-1 a UAI Urquiza (2016).
- En Primera C: 5-0 a Villa San Carlos (1977) y Cañuelas (2006).
- En Primera D: 10-2 a Deportivo Muñiz (1960).

### Peores derrotas
- En Primera B: 0-5 vs Acassuso (2021).
- En Primera C: 0-8 vs Defensores Unidos (1978).
- En Primera D: 1-8 vs Ferrocarril Midland (1982).